# Syrrhaptes tibetanus
Il sirratte del Tibet (Syrrhaptes tibetanus Gould, 1850) è una specie della famiglia degli Pteroclidi originaria dell'Asia centrale.

## Descrizione

### Dimensioni
Misura circa 40 cm di lunghezza, per 299-395 g di peso.

### Aspetto
Il sirratte del Tibet è immediatamente riconoscibile per le lunghe e appuntite timoniere centrali, il becco e gli artigli di colore blu-corno, l'iride e l'anello orbitale marroni, i tarsi e i piedi bianchi ricoperti da fitte piume. I sessi differiscono tra loro. Nel maschio adulto, la fronte, le redini, la faccia e il mento sono bianchi, con piume dal rachide nero. I lati della testa, la gola e la fascia nucale sono di colore beige giallastro. Il vertice nero è striato di bianco. Le parti inferiori sono di colore bianco puro, con sottili e nitide barre nere ondulate sul petto, che si estendono fino alla nuca e ai lati del collo. Anche la zona che va dal ventre fino alla regione anale è bianca, in contrasto con la parte inferiore della coda, castana bordata di bianco e barrata di nero. La mantellina e il dorso presentano un colore vinato vermicolato di nero, che diventa beige vinato vermicolato di nero sulle scapolari, le copritrici alari e le terziarie. La parte inferiore delle terziarie presenta delle grandi macchie subterminali nere. La parte bassa del dorso, il groppone e le copritrici sopra-caudali sono biancastri con delle sottili vermicolature nere. Le primarie, le secondarie e le copritrici maggiori sono nere, ma l'interno delle primarie è leggermente macchiato di beige biancastro alla sua estremità. Le timoniere centrali sono biancastre, e si allungano a mo' di filamenti neri molto lunghi, mentre le altre timoniere sono castane, vermicolate di nero e con le punte bianche. Il sottoala è prevalentemente marrone grigiastro, fatta eccezione per le ascellari e le remiganti, che sono nere con una linea bianca argentata in prossimità delle primarie.
La femmina adulta è molto simile al maschio, ma si distingue per le regioni superiori ricoperte da barre nere sottili e irregolari, in particolar modo sulle terziarie e sulle ascellari. Anche il petto è leggermente barrato di nero, ma le timoniere centrali sono meno allungate. I giovani assomigliano alle femmine, ma la loro testa è a malapena tinta di giallo. Tutta la livrea presenta una colorazione più chiara e le barre delle parti superiori sono più irregolari e più grossolane. Le secondarie hanno un bordo beige. Il mento non è giallo brillante.

### Voce
Il canto di questa specie è più melodioso di quello della maggior parte degli altri pteroclidi. Secondo alcuni osservatori, i suoi richiami ricordano quelli di alcune gru o di alcuni cigni. In volo o a terra quando è disturbato, il sirratte del Tibet emette un potente e convulso uvva uvva av-va o 'wak-wak. In altre condizioni, il maschio emette un richiamo bisillabico guk-guk o caga-caga. In presenza di pericolo, le femmine producono un rauco richiamo ka-ka-ka-ka-ka-ka-ra.

## Biologia

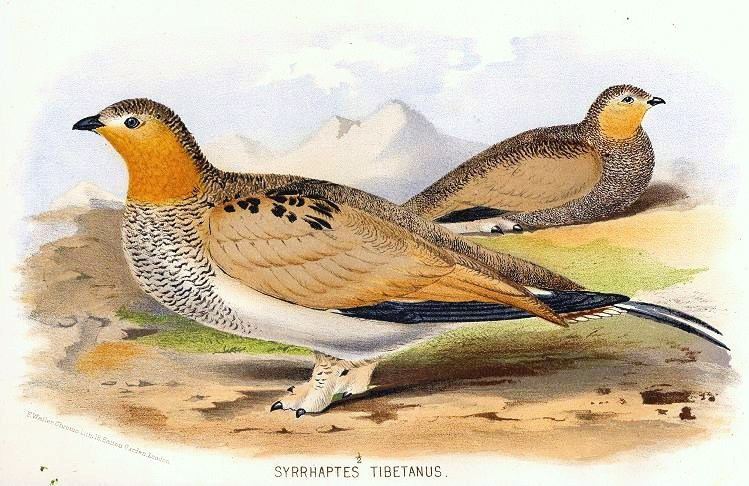

Riguardo alle abitudini di questa specie, abbiamo a disposizione solo poche informazioni. Al di fuori della stagione della nidificazione, i sirratti del Tibet conducono un'esistenza gregaria, formando stormi che comprendono da 5 a 100 individui. Nel Ladakh orientale, gli stormi comprendono di solito da 8 a 30 uccelli che si alzano in volo due volte al giorno, il che suggerisce la presenza di spostamenti regolari tra i siti di foraggiamento e i punti di abbeverata. La dimensione dei gruppi generalmente aumenta in autunno con l'integrazione degli esemplari immaturi. Gli stormi si disgregano in aprile-maggio, ma gli assembramenti rimangono ancora numerosi in prossimità delle fonti di cibo e acqua. I sirratti del Tibet riposano sul terreno, in zone riparate da qualche arbusto. Sono relativamente confidenti e si lasciano volentieri avvicinare fino a 10 metri. Volano via per breve distanza solo se vengono disturbati. Nonostante le loro zampe corte, camminano sul terreno con sicurezza e gran velocità. Infatti, non appena percepiscono un pericolo, questi uccelli iniziano a correre, e solo in seguito si spostano in volo non molto lontano. I sirratti del Tibet sono principalmente sedentari, ma scendono a quote più basse per evitare che i loro siti di foraggiamento siano bloccati dalla neve. Si insediano quindi nelle zone in cui gli argali e i tetraogalli hanno già scavato nella neve per procurarsi il cibo.

### Alimentazione
In primavera, i sirratti del Tibet si nutrono di gemme, di fiori, di parti verdi delle piante e soprattutto di leguminose. In inverno, mangiano quasi esclusivamente semi. In Asia centrale, si nutrono principalmente di astragali (Oxytropis) in primavera e di stellarie in inverno. Si dissetano non troppo regolarmente, in quanto ricavano l'acqua di cui hanno bisogno dalle piante e dalla neve. Tuttavia, per la maggior parte dell'anno, si spostano in volo due volte al giorno per raggiungere le sorgenti, una al mattino molto presto, l'altra al crepuscolo.

### Riproduzione
I sirratti del Tibet nidificano da soli. Il nido è una piccola depressione generalmente priva di imbottitura, anche se a volte il fondo viene rivestito in modo molto approssimato con erba secca e piume. È situato sulla ghiaia o sulla terra soffice, talvolta sul fango solidificato ai bordi di un lago o sui ciottoli di una valle rivierasca. Più spesso, si trova sul versante di un crinale o di una collina esposta al vento, occasionalmente al riparo di una pianta. La femmina depone 2 o, più spesso, 3 uova color argilla con macchie marrone scuro o violetto. La cova, effettuata da entrambi i genitori, dura tra 20 e 24 giorni. Gli adulti atterrano a una distanza considerevole dal nido e si avvicinano ad esso camminando. In Tibet, la stagione riproduttiva si estende da metà aprile a fine luglio, con un picco in maggio e giugno. In Tagikistan, la nidificazione non inizia prima di giugno e i primi pulcini si schiudono solo alla fine del mese. Altrove, le nidiate sono ancora più tardive: uccelli molto giovani, incapaci di volare, sono stati visti molte volte durante il mese di agosto. Non è chiaro se le covate tardive siano seconde nidificazioni o covate di sostituzione, ma questa seconda ipotesi sembra essere più probabile. La femmina mette in atto una serie di parate di difesa, fingendo soprattutto di avere un'ala ferita, per attirare i predatori e allontanarli dal nido.

## Distribuzione e habitat
I sirratti del Tibet frequentano le lande d'altitudine, gli sterili altopiani sassosi, i ghiaioni rocciosi e le valli fluviali ciottolose. In Tibet, si trova anche nelle ampie vallate aride, nelle depressioni lacustri e nelle regioni sabbiose dove crescono erbe permanenti e annuali. Si stabilisce spesso vicino alle distese innevate. Durante la stagione riproduttiva, occupa altitudini leggermente diverse a seconda della regione: da 3600 a 4900 metri in Asia centrale, da 4400 a 5700 metri in Tibet e da 4300 a 6000 metri nel nord-ovest del subcontinente indiano. In inverno, scende a 3200 metri. Il sirratte del Tibet occupa un vasto areale nel cuore dell'Asia. È presente in Asia centrale a partire dal Tagikistan orientale, dal Tibet e dalla Cina nord-occidentale e occidentale, fino ai monti Kunlun e Nan Shan a nord, e al lago Kokonor. L'areale si estende ad est fino alla Mongolia Interna e a sud fino alle regioni settentrionali e nord-occidentali dell'India, nelle province di Ladakh, dell'Himachal Pradesh e del Sikkim. La specie è stata talvolta segnalata in Pakistan e in Afghanistan, ma non sono mai state raccolte prove della loro reale presenza in tali zone.